# Cryptoforis monteithi
Espèce
Cryptoforis monteithi est une espèce d'araignées mygalomorphes de la famille des Idiopidae.

## Distribution
Cette espèce est endémique du Queensland en Australie. Elle se rencontre dans le parc national Japoon.

## Description
Le mâle holotype mesure 18,26 mm.

## Étymologie
Cette espèce est nommée en l'honneur de Geoff B. Monteith.

## Publication originale
- Wilson, Raven, Schmidt, Hughes & Rix, 2021 : « Systematics of the spiny trapdoor spider genus Cryptoforis (Mygalomorphae: Idiopidae: Euoplini): documenting an enigmatic lineage from the eastern Australian mesic zone. » The Journal of Arachnology, vol. 49, no 1, p. 28-90.